# Barkåkra
För andra betydelser, se Barkåkra (olika betydelser).
Barkåkra är kyrkbyn i Barkåkra socken i Ängelholms kommun i Skåne, belägen norr om Ängelholm.
I Barkåkra ligger Barkåkra kyrka. Sedan 2015 finns Barkåkra järnvägsstation.

## Historia
Barkåkra har medeltida rötter, och skrevs "Barkakræ" 1333. Namnet går troligast tillbaka på mansnamnet Barki, men kan även helt enkelt syfta på en barktäkt i området. Efterledet -åkra, med betydelsen åker, gör det dock mest troligt att det handlar om ett mans(bi)namn. 1662 upptog byn ett helt och ett enfjäredels kronohemman. Troligen fanns där även vid denna tid femton hela, tre halva och två enfjärdedels insocknes frälsehemman.
År 1945 flyttades Skånska flygflottiljen (F10) från Malmö till ett flygfält, nu Ängelholm-Helsingborg Airport, öster om Barkåkra och nedlades år 2002. Därefter har flottiljområdet börjat omvandlas till ett företagsområde Valhall Park där bland andra Koenigsegg håller till.